# Modenverwirbelungskammer

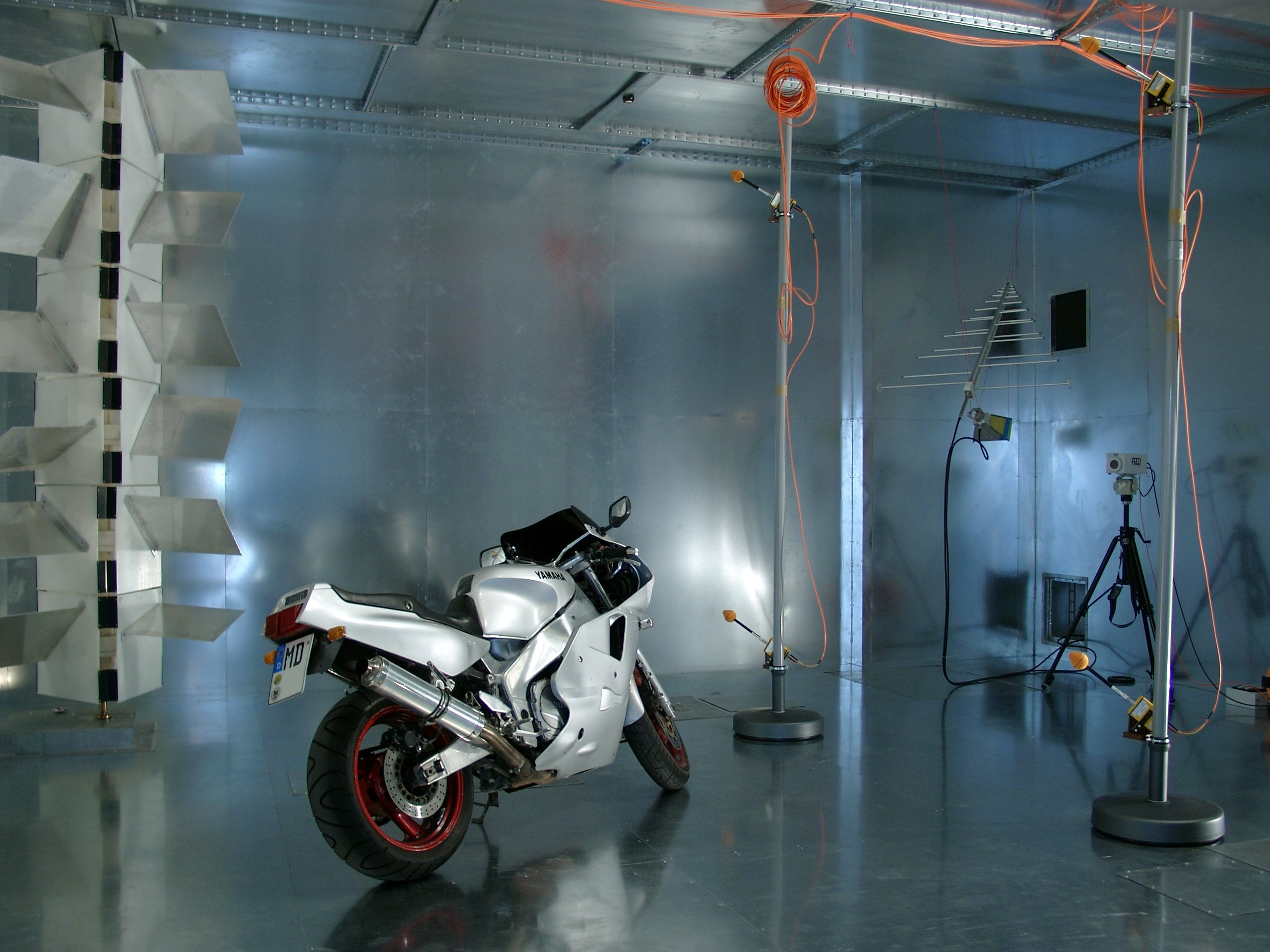
Blick in eine Modenverwirbelungskammer mit einem Motorrad als Testobjekt. Hinten links ein vertikaler Modenrührer, hinten rechts eine logarithmisch-periodische Breitbandantenne und eine kleine Hornantenne, rechts an den vertikalen Stangen befinden sich vier Sensoren zur Messung der elektrischen Feldstärke.

Eine Modenverwirbelungskammer ist eine Mess- und Prüfumgebung im Aufgabengebiet der elektromagnetischen Verträglichkeit nach der Norm IEC 61000-4-21. Die Kammer dient ähnlich wie eine Absorberkammer, eine GTEM-Zelle oder eine TEM-Zelle entweder der Messung der gestrahlten Störaussendung eines elektrischen oder elektronischen Geräts oder aber der Prüfung der Störfestigkeit eines Geräts gegenüber elektromagnetischen Feldern. 
Eine Modenverwirbelungskammer zeichnet sich gegenüber einer Absorberkammer durch ihre hohe Güte aus. Die Gütefakoren sollen möglichst Werte größer 10.000 annehmen, so dass mit einer vergleichsweise geringen Einspeiseleistung sehr hohe Feldstärken erzeugt werden können. Zu Prüfzwecken werden die elektromagnetischen Felder mittels Antennen mehr oder weniger ungerichtet in die Prüfkammer eingetragen und an den metallischen Wänden der Kammer möglichst vollständig reflektiert. 
Eine Modenverwirbelungskammer verfügt über einen mechanischen Modenrührer (englisch Mode Stirrer), der periodisch die elektromagnetischen Randbedingungen innerhalb der Messumgebung variiert. Auf diese Weise ändert sich die elektromagnetische Feldstärkeverteilung im Prüfvolumen kontinuierlich, so dass der Prüfgegenstand gleichmäßig beleuchtet wird, oder aber bei einer Emissionsmessung von der Empfangsantenne innerhalb der Kammer die insgesamt vom Messobjekt abgestrahlte Leistung ohne besonderen Einfluss der Richtcharakteristik des Prüfobjekts erfasst wird. Die Norm IEC 61000-4-21 beschreibt die Anwendung der Modenverwirbelungskammer.
Nach dem gleichen Prinzip funktionieren Prüfumgebungen aus leitfähigen Textilien, die – um das Prüf- oder Messobjekt aufgebaut – während des Eintrags elektromagnetischer Feldenergie mechanisch bewegt werden, um auf diese Weise das elektromagnetische Feld zu variieren.